# Agnes Davies
Agnes Davies (Agnes Morris) (ur. 30 września 1920 w Saron, zm. 13 lutego 2011 w Saron) – walijska snookerzystka i bilardzistka. Jej kariera sportowa trwała 64 lata; w jej trakcie zdobyła tytuł mistrzyni kobiet w snookerze zawodowym w 1949 oraz dotarła do finałów w latach 1940, 1948, 1950, i 1980.

## Biografia
Davies nauczyła się grać w bilard w sali bilardowej swojego ojca w Saron, którą urządził ze środków otrzymanych z odszkodowania za pylicę płuc, wywołaną pracą w górnictwie węglowym. Pierwszy raz wygrała amatorskie mistrzostwa Walii kobiet w 1937 roku i które zwyciężała również przez dwa kolejne lata.
W 1939 wygrała zarówno mistrzostwa Walii w snookerze oraz w bilardzie, jak również amatorskie mistrzostwa Wielkiej Brytanii, które były uważane za mistrzostwa świata. Ponownie zdobyła tytuł amatorskiej mistrzyni świata po 39 latach w 1978.
Davies, znana wówczas jeszcze jako Agnes Morris, zajęła drugie miejsce w kobiecych mistrzostwach w snookerze zawodowym w 1940 roku i zwyciężyła w 1949. W 1940 roku wyszła za mąż za Dicka Daviesa (który zmarł w 1996) i zrobiła sobie 30-letnią przerwę od wyczynowego snookera. Do rywalizacji powróciła pod koniec lat 70. XX wieku i wygrała trzy turnieje, zanim w 1980 dotarła do finału mistrzostw świata. W 1985 roku Davies została wybrana na dożywotnią prezeskę World Ladies Billiards and Snooker Association (WLBSA).
W 1998 roku zakwalifikowała się do turnieju Ladies Welsh Open w Newport w Walii w wieku 77 lat – sześćdziesiąt lat po zwycięstwie w nim jako 17-latka i zajęła 46. miejsce w rankingu Embassy Ladies World Rankings w sezonie 1997/98.
Jako reprezentantka Walii występowała w oficjalnych turniejach aż do 1999. Do 2001 roku grała także w lokalnej lidze w Ammanford.
Davies zmarła w 2011 w Saron, w którym mieszkała przez całe życie. W 2012 roku kobiecy świat snookera zorganizował turniej pamięci Agnes Davies, w którym zwyciężyła Jaique Ip.

## Tytuły i osiągnięcia
| Rezultat     |    | Rok  | Turniej                                                   | Przeciwniczka    | Wynik | Przypisy          |
| ------------ | -- | ---- | --------------------------------------------------------- | ---------------- | ----- | ----------------- |
| Zwyciężczyni | 1  | 1937 | Welsh Ladies' Snooker Championship                        | Ella Morris      |       | [ 2 ]             |
| Zwyciężczyni | 2  | 1938 | Welsh Ladies' Snooker Championship                        |                  |       | [ 2 ]             |
| Zwyciężczyni | 3  | 1939 | Welsh Ladies' Snooker Championship                        |                  |       | [ 2 ]             |
| Zwyciężczyni | 4  | 1939 | Welsh Ladies' Billiards Championship                      |                  |       | [ 2 ]             |
| Zwyciężczyni | 5  | 1939 | Women’s Amateur Championship (UK Championship)            |                  |       | [ 2 ]             |
| Finalistka   | 6  | 1940 | Women's Professional Snooker Championship                 | Ruth Harrison    | 2–11  |                   |
| Finalistka   | 7  | 1948 | Women's Professional Snooker Championship                 | Ruth Harrison    | 14–16 |                   |
| Zwyciężczyni | 8  | 1949 | Women's Professional Snooker Championship                 | Thelma Carpenter | 16–15 | [ 2 ]             |
| Finalistka   | 9  | 1950 | Women's Professional Snooker Championship                 | Thelma Carpenter | 10–20 |                   |
| Zwyciężczyni | 10 | 1977 | Pontins Ladies’ Bowl Champion                             | Sue Foster       | 3–1   | [ 7 ] [ 2 ]       |
| Zwyciężczyni | 11 | 1978 | Women’s Amateur Championship (UK Championship)            |                  |       | [ 2 ]             |
| Finalistka   | 12 | 1979 | Pontins Ladies’ Bowl Champion                             | Maureen Baynton  | 0–3   | [ 7 ] [ 2 ]       |
| Finalistka   | 13 | 1980 | Guinness World Women's Snooker Championship               | Lesley McIlrath  | 2–4   | [ 2 ] [ 3 ] [ 8 ] |
| Zwyciężczyni | 14 | 1982 | Pontins Ladies’ Bowl Champion                             | Sue Foster       | 3–0   | [ 7 ] [ 2 ]       |
| Finalistka   | 15 | 1999 | Ladies Regal Scottish Masters seniors’ (over 40s) final   | Mary Hawkes      | 0–2   | [ 9 ]             |
| Finalistka   | 16 | 2003 | Ladies Regal Welsh Championship seniors’ (over 40s) final | Maureen Twomey   | 1–2   | [ 2 ]             |